# 多民族国家
多民族国家（たみんぞくこっか）とは、ある国家の滞在人口において、最多民族以外の他民族合計が5%以上を占める国。アメリカやオーストラリア、中国、ロシアがその代表例である。多人種・多文化国家とも言われる。逆に、ある国家内の最多民族だけで滞在人口の95%以上の場合は単一民族国家に区分される。

## 旧来国民とのアイデンティティ衝突問題
2023年のドイツでは外国ルーツのドイツ在住者の価値観・アイデンティティと、従来のドイツ人の持つ国家アイデンティティとの衝突が問題になっている。移民者が増えたことで旧来のドイツ人と同じ過去認識や価値観を共有しない「ドイツ人」の割合が多くなった。2023年時点のドイツ人口の約28％を移民出身者が占めている。そのため、ドイツの日刊紙「ターゲスシュピーゲル」は「パレスチナ人、ベトナム人、トルコ人などドイツ移民者らがドイツの歴史に同じ態度を持つことを期待するのは非現実的」と報道した。韓国は2024年初頭に韓国在住外国人の割合が5％を超えることで、経済協力開発機構（OECD）基準でアジア初の「多人種・多文化国家」になる予定である。そのため、韓国の保守系新聞である朝鮮日報は、移民や難民の時代における国家アイデンティティー確立が難しいと評した。